# Ellen Rocche
Ellen Rocche (ur. 19 lipca 1979 roku) – brazylijska modelka, która zdobyła popularność dzięki występowi w programie telewizyjnym Qual é a música. W listopadzie 2001 roku pojawiła się na okładce brazylijskiej edycji Playboya. Odgrywała też rolę Lary Croft w czasie promocji filmu Tomb Raider w Brazylii.